# 安藤忠雄

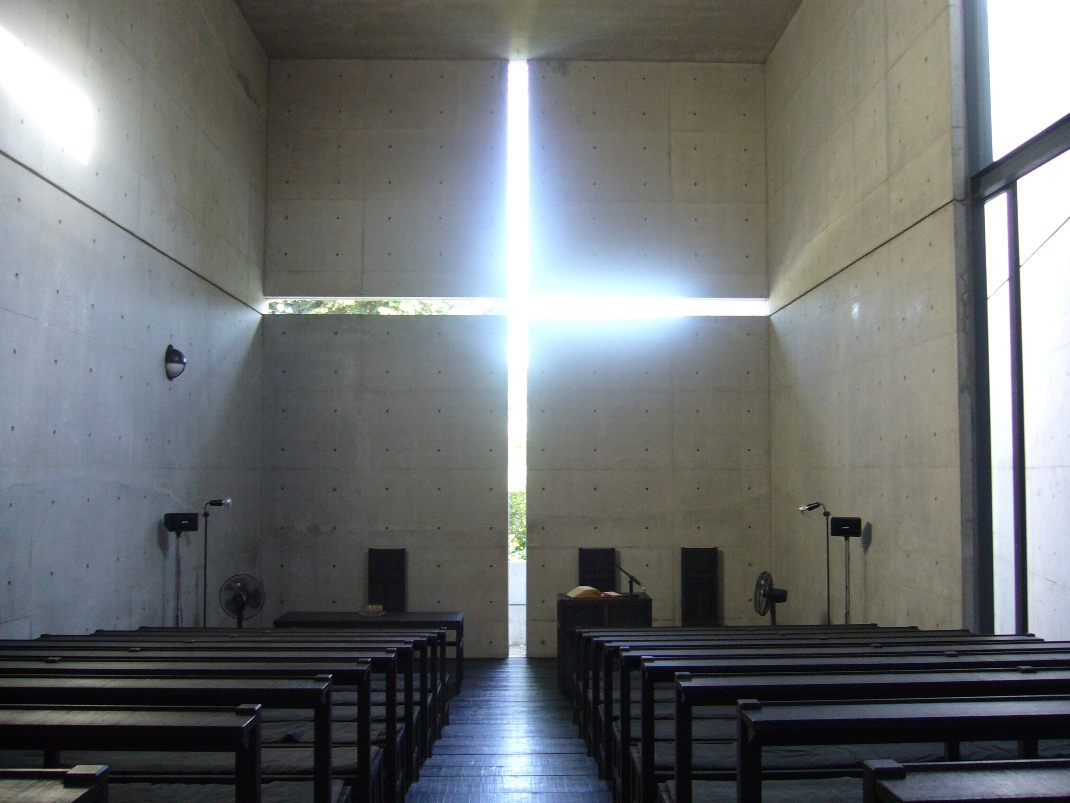
光の教会（1989年竣工）

安藤 忠雄（あんどう ただお、1941年（昭和16年）9月13日 - ）は、日本の建築家。一級建築士（登録番号第79912号）。安藤忠雄建築研究所代表。東京大学特別栄誉教授。文化功労者。文化勲章受章。21世紀臨調特別顧問、東日本大震災復興構想会議議長代理、大阪府・大阪市特別顧問。コンクリート打ちっ放し建築を主に住宅や教会、ホテルなど国内外に数々の作品を発表。「住吉の長屋」（1976年）、「光の教会」（1989年）、「ベネッセアートサイト直島」（1992年 - ）、「淡路夢舞台」（2000年）、「こども本の森 中之島」（2020年）などの代表作が知られる。

## 略歴
大阪府大阪市港区生まれ、同市旭区出身。三人兄弟で弟が2人いる。双子の弟は、北山創造研究所（都市コンサルタント業/商品デザイン業）を主宰する北山孝雄。下の弟は建築家の北山孝二郎（ピーター・アイゼンマンとのコラボレーションで名を馳せた）。一人娘だった母親の実家・安藤家を継ぐため、生前からの約束に従い祖父母の安藤彦一・キクエの養子となる。大阪の下町にある間口2間、奥行き8間の長屋で育つ。
大阪府立城東工業高等学校卒業。月給1万円の時代に、4回戦のファイトマネーが4千円という報酬に魅せられ、高校在学中の17歳の時にプロボクサーのライセンスを取得し、フェザー級でデビュー。リングネームは「グレート安藤」。以後、10試合ほど行い6回戦まで行った が、所属ジムに来ていたファイティング原田の練習を見て、身体能力の桁が違うとその才能に圧倒され、1年半ほどでボクシングからは引退する。
もともと、中学生の頃、自宅の建て替えを担当した大工や、中学時代の数学教師からの影響で、建築に興味を持っていた。このため卒業後、前衛美術を志向する具体美術協会に興味を持つ。
経済上の理由で大学には通えなかったことから建築学の専門教育は受けておらず、毎日15時間以上独学し、建築科の学生が通常4年かけて学ぶ内容を1年で習得して建築士試験に1発で合格した。1966年に二級建築士取得、1973年に一級建築士取得。また、水谷頴介の建築設計事務所でのアルバイトもしていた。
木工家具の製作で得た資金を手に、24歳の時から7ヶ月、欧米、アフリカ、アジアへ放浪の旅に出る。ヨーロッパからの帰路、南仏マルセイユで数週間待たされた後、帰国の船に乗り、アフリカの象牙海岸、ケープタウン、マダガスカルに立ち寄り、インドのボンベイ（現:ムンバイ）で下船する。安藤は“何かに導かれるように”汽車に乗り、ベナレスに向かった。ガンジス川で牛が泳ぎ、死者が火葬に付される傍らで多くの人々が沐浴するさまや、強烈な太陽の下、異様な臭気に包まれた果てしなく続く大地、生と死が渾然一体となり人間の生がむき出しにされた混沌世界に強烈な印象を受け、逃げ出したい気持ちを必死にこらえながらガンジス川の岸辺に座り込み、「生きることはどういうことか」を自問し続けた。「人生というものは所詮どちらに転んでも大した違いはない。ならば闘って、自分の目指すこと、信じることを貫き通せばいいのだ。闘いであるからには、いつか必ず敗れるときが来る。その時は、自然に淘汰されるに任せよう」と考え、ゲリラとしての生き方を決心する。1965年、24歳のときである。この放浪中に安藤が撮影した写真は、ルイス・I・カーンの作品集などで使われている。
1977年のローズガーデン（兵庫県神戸市生田区）等初期の作品のいくつかは、弟の孝雄の所属していた、セツ・モードセミナー出身の浜野安宏が代表を務める浜野商品研究所（1992年、浜野総合研究所と改名）と共に実現した。
1970年代には個人住宅などの小規模建築、1980年代には商業施設、仏教寺院やキリスト教会などの中小規模の建築の設計が多かった。1990年代以降は、公共建築、美術館建築、海外の仕事も増えている。
手掛ける建築では、コンクリートを多用する。その理由について「コンクリートは20世紀を代表する材料で、なおかつ誰にでも手に入る材料だ。私は誰にでも手に入る材料をもって、誰にでもない世界を創りたいと思う」と2021年に語っている。

## 年表
- 1941年9月13日：大阪市港区に生まれる。
- 1965年：この年より4年間、2度にわたり世界を放浪。キューバの革命家チェ・ゲバラに傾倒し[12]、ガンジス川の河岸でゲリラ的生き方を決意。
- 1969年：安藤忠雄建築研究所を大阪に設立し、個人住宅を多く手がける。
- 1976年：「住吉の長屋」（大阪市住吉区）が高く評価され、1979年に日本建築学会賞を受賞。以降、コンクリート打ち放しと幾何学的なフォルムによる独自の表現を確立し、世界的な評価を得る。
- 1980年代：関西周辺（特に、神戸市北野町と大阪市心斎橋）での商業施設設計や寺院・教会設計を相次いで建設。
- 1987年：米国イェール大学客員教授。
- 1988年：米国コロンビア大学客員教授。
- 1989年：米ハーバード大学客員教授。福武書店（後のベネッセ）の福武總一郎の依頼により、直島国際キャンプ場をオープン。その後、直島プロジェクトに参画、1992年のベネッセハウス、1999年の「家プロジェクト」（南寺）へと続いていく。
- 1991年：米国 ニューヨーク近代美術館にて個展開催。
- 1993年：フランスのポンピドゥー・センターにて個展開催。
- 1997年：東京大学工学部建築学科教授に就任[注釈 2]。
- 2000年：豊島での産廃不法投棄事件が起きた瀬戸内海の環境保護をめざす「瀬戸内オリーブ基金」を中坊公平らと設立[13]。。
- 2002年：米国南カリフォルニア大学客員教授。
- 2003年：東京大学を定年退官して、東京大学名誉教授の称号を得る。
- 2005年
  - 新設された「東京大学特別栄誉教授」の称号を得る[2]。
  - 安藤忠雄文化財団を設立[注釈 3]。
- 2008年：大阪府政策アドバイザー（水都・都市景観分野）。
- 2009年：総合アドバイザーを務める「水都大阪2009」開催[14]。
- 2011年
  - 東日本大震災復興構想会議議長代理。
  - ヴェネツィアン・グラスのブランドである伊ヴェニーニとオブジェを共同制作（2017年までに4回実施）[15]。
- 2012年：国立競技場 国際デザイン・コンクール審査委員長。国立競技場将来構想有識者会議委員。
- 2017年 ：国内では初の個展となる安藤忠雄展「挑戦」を国立新美術館で開催。
- 2018年：10月10日より、フランス首都パリのポンピドゥー・センターにて安藤忠雄展「挑戦」が、日仏友好160周年、日本文化紹介事業「ジャポニスム 2018」の公式企画として開催[16]。
- 2019年：2025年日本国際博覧会（大阪・関西万博）ロゴマーク選考委員会座長に就任[17]。
- 2020年：大阪・関西万博までに2025本の桜を府内に植樹することを目的に立ち上げた「万博の桜2025」実行委員会委員長に就任[18]。
- 2025年：グラングリーン大阪うめきた公園内にある文化装置「VS.(ヴイエス)」にて安藤忠雄展「青春」が、3月20日〜7月21日まで開催。

## 社会活動

### 環境問題と植樹・緑化
大阪市の桜之宮公園から中之島公園を結ぶルートに桜を植樹する運動を提唱し、「桜の会・平成の通り抜け」実行委員長。3000本を植樹し、「造幣局の通り抜け」とともに「平成の通り抜け」として大阪に新たな桜の名所をつくろうとするもの。
東京都庁からは「緑の東京募金実行委員会」委員長に任命され、東京湾の埋立地に植樹する「海の森」プロジェクト を、呼びかけ人の一人として推進している。
梅田スカイビルを建築した積水ハウスは2013年6月17日に、安藤の発案で、同ビル内に高さ9メートル、長さ78メートルに亘って約50種の草木を植樹する内容の「緑の壁」計画を発表した。ビル緑化の取り組みの一つとされていたが、同日にビルの庭園の設計を担当した造園家の吉村元男が、当該計画は庭園のデザインの統一性を損ね、かつ著作権侵害にあたるとして、同月19日に同社に対し、工事中止を求める仮処分を大阪地方裁判所に申請した。
2012年のインタビューでは、地球の資源や環境に関して、建築家が自分の仕事について考える方法は今も昔も同じで、利用可能な資源とエネルギーの使用に取り組む方法に変化や焦点の変化はないが、若い建築家がこれについて考え始めることは重要である旨を語っている。

### 東京オリンピック、関西・大阪万博など
石原慎太郎東京都知事が推進した2016年東京オリンピック招致委員会の理事に任命され、東京オリンピックデザイナー総監督をも務めることとなった。

### 東日本大震災の被災者支援・復興
東日本大震災で親を亡くした子どもたちの学びを支援するため、文化人ら7名と共に遺児育英資金「桃・柿育英会」 を発足させ、実行委員長を務める。少なくとも10年間は子どもたちの成長を見守り、良好な教育環境の中で学んでいく意欲を支え続けることを主旨として、一口一万円を10年間寄付する支援者を募り、被災地の遺児・孤児へと支給していく。

### 「こども本の森」図書館
子供向け図書館を私費を投じて建設し、各地の自治体に寄贈する「こども本の森」を、大阪市中之島を皮切りに、岩手県遠野市、兵庫県神戸市、北海道大学（札幌市）構内へと展開している。
「こども本の森 中之島」計画は2017年に発表し、大阪市も賛同し、2019年夏頃の開館を目指して寄付を募集した。自らも費用を負担するとともに、大阪財界の企業を回って寄付を募っている。「新聞や本を読まない子が増えており、活字文化の大切さを見直したい」「お金持っては死ねない」との信念に基づく活動であると話している。なお、同図書館は2020年7月5日に開館した。本館の前に車道（中之島通）があったがこの道路を無くすように大阪市などに陳情したが前例がなく良い返事はもらえなかったため、今度は国に「子供の利用する図書館の前に道路があると危険」と説明し、その後それが認可された。現在、中之島通は歩行者用の広い通りとなっていて子供も安心して遊べる場所となっている。

## 人物・エピソード
- 野武士世代と伝えられている（建築家槇文彦が命名。）。
- 阪神タイガースファンである。
- 安藤に保護され、事務所で飼っていた迷子の子犬を、ル・コルビュジエに肖り、コルと名付けた。
- 過保護に育てられているとして「1980年以降に生まれた人たちはダメだ」と大学の講演などで発言し、気概があるのは高齢者ばかりで今の若者はダメ、高齢者が亡くなったあと日本は相当困ると指摘している[30]。
- 事務所は自分のデザインした建築であるが、本人は(関西圏の)一般のマンションに住んでいる[31]。

### 闘病
2009年に胆のうがんと十二指腸癌の手術ため、胆のう、胆管、十二指腸を摘出。2014年7月にはすい臓がんが発見され、膵臓と脾臓を全て摘出する手術を受け、2度の手術で5つの臓器を摘出した。
『読売新聞』の取材に応じて、同紙土曜日夕刊「一病息災」で2023年11月に闘病体験が連載された。
血糖値をコントロールするため、1日6回血糖値を測定し、インスリン注射を打っている。それ以前は朝10時から夜8時までノンストップで働いていたが、医者に昼食後1時間から1時間半程度休憩するように言われ、実践。今まで読めなかった本に接し、さらに新たなイマジネーションが湧くという。

## 作品
| \| 竣工年 \| 名称 \| 所在地 \| 国 \| 備考 \| \| ------ \| --------------------------------------------------------------------------------------- \| -------------------------- \| -------------- \| ------------------------------ \| \| 1969年 \| 旧国鉄大阪駅周辺再開発計画 \| 大阪市北区 \| 日本 \| 計画案 \| \| 1971年 \| スワン商会ビル 小林邸 \| 大阪市旭区 \| 日本 \| 計画案 \| \| 1972年 \| ゲリラ 加藤邸 \| 大阪市旭区 \| 日本 \| 計画案 \| \| 1973年 \| 富島邸 \| 大阪市北区 \| 日本 \| 現存せず \| \| 1973年 \| 高橋邸 \| 兵庫県芦屋市 \| 日本 \| \| \| 1974年 \| 平岡邸 \| 兵庫県宝塚市 \| 日本 \| \| \| 1974年 \| 立見邸 \| 大阪市 \| 日本 \| 現存せず \| \| 1974年 \| 芝田邸 \| 兵庫県芦屋市 \| 日本 \| \| \| 1974年 \| 内田邸 \| 京都市左京区 \| 日本 \| \| \| 1974年 \| 宇野邸 \| 京都市右京区 \| 日本 \| \| \| 1975年 \| 双生観 \| 兵庫県宝塚市 \| 日本 \| \| \| 1975年 \| 松村邸 \| 兵庫県神戸市東灘区 \| 日本 \| \| \| 1975年 \| Twin Wall \| \| 日本 \| 計画案 \| \| 1975年 \| 四軒長屋 \| 大阪市 \| 日本 \| 計画案 \| \| 1976年 \| 住吉の長屋 \| 大阪市住吉区 \| 日本 \| \| \| 1976年 \| 貫入 平林邸 \| 大阪府吹田市 \| 日本 \| \| \| 1976年 \| 番匠邸 \| 愛知県みよし市 \| 日本 \| \| \| 1976年 \| 帝塚山タワープラザ \| 大阪市住吉区 \| 日本 \| \| \| 1977年 \| ローズガーデン \| 兵庫県神戸市中央区 \| 日本 \| \| \| 1977年 \| 帝塚山の家 真鍋邸 \| 大阪市阿倍野区 \| 日本 \| \| \| 1977年 \| 領壁の家 松本邸 \| 兵庫県芦屋市 \| 日本 \| 現存せず \| \| 1977年 \| 北野アレイ \| 兵庫県神戸市中央区 \| 日本 \| \| \| 1978年 \| 甲東アレイ \| 兵庫県西宮市 \| 日本 \| \| \| 1978年 \| ガラスブロックの家 石原邸 \| 大阪市生野区 \| 日本 \| \| \| 1978年 \| 大楠邸 \| 東京都世田谷区 \| 日本 \| \| \| 1978年 \| サニーガーデン \| 兵庫県西宮市 \| 日本 \| \| \| 1979年 \| ガラスブロックウォール 堀内邸 \| 大阪市住吉区 \| 日本 \| 現存せず \| \| 1979年 \| 片山ハウス \| 兵庫県西宮市 \| 日本 \| 現存せず \| \| 1979年 \| 大西邸 \| 大阪市住吉区 \| 日本 \| \| \| 1979年 \| 松谷邸 \| 京都市伏見区 \| 日本 \| \| \| 1979年 \| 上田邸 \| 岡山県総社市 \| 日本 \| \| \| 1980年 \| STEP \| 香川県高松市 \| 日本 \| 現存せず \| \| 1980年 \| 松本邸 \| 和歌山県和歌山市 \| 日本 \| \| \| 1980年 \| 北野アイビーコート \| 兵庫県神戸市中央区 \| 日本 \| \| \| 1980年 \| 福邸 \| 和歌山県和歌山市 \| 日本 \| \| \| 1981年 \| リンズギャラリー \| 兵庫県神戸市中央区 \| 日本 \| \| \| 1981年 \| 小篠邸 \| 兵庫県芦屋市 \| 日本 \| \| \| 1981年 \| 大淀のアトリエI \| 大阪市北区 \| 日本 \| 富島邸を増改築、現存せず \| \| 1981年 \| 児島の共同住宅 \| 岡山県倉敷市 \| 日本 \| \| \| 1981年 \| 番匠邸増築 \| 愛知県みよし市 \| 日本 \| \| \| 1981年 \| ファッションライブシアター \| 兵庫県神戸市 \| 日本 \| 現存せず \| \| 1982年 \| サンプレイス（香川相互銀行南新町支店） \| 香川県高松市 \| 日本 \| \| \| 1982年 \| 大淀のアトリエ（2期） \| 大阪市北区 \| 日本 \| \| \| 1982年 \| 石井邸 \| 静岡県浜松市 \| 日本 \| \| \| 1982年 \| 双生観の茶室 \| 兵庫県宝塚市 \| 日本 \| \| \| 1982年 \| 赤羽邸 \| 東京都世田谷区 \| 日本 \| \| \| 1982年 \| 九条の町屋 \| 大阪市西区 \| 日本 \| \| \| 1983年 \| 六甲の集合住宅I \| 兵庫県神戸市灘区 \| 日本 \| \| \| 1983年 \| ビギ・アトリエ \| 東京都渋谷区 \| 日本 \| \| \| 1983年 \| 梅宮邸 \| 兵庫県神戸市 \| 日本 \| \| \| 1983年 \| 茂木邸 \| 兵庫県神戸市 \| 日本 \| \| \| 1983年 \| 金子邸 \| 東京都渋谷区 \| 日本 \| \| \| 1984年 \| フェスティバル \| 沖縄県那覇市 \| 日本 \| 現 ドン・キホーテ国際通り店 \| \| 1984年 \| 植条邸 \| 大阪府吹田市 \| 日本 \| 現存せず \| \| 1984年 \| 太田邸 \| 岡山県高梁市 \| 日本 \| \| \| 1984年 \| MELROSE \| 東京都目黒区 \| 日本 \| \| \| 1984年 \| 岩佐邸 \| 兵庫県芦屋市 \| 日本 \| \| \| 1984年 \| 南林邸 \| 奈良県生駒市 \| 日本 \| \| \| 1984年 \| TIME'S \| 京都市中京区 \| 日本 \| \| \| 1984年 \| 畑邸 \| 兵庫県西宮市 \| 日本 \| \| \| 1984年 \| 小篠邸増築 \| 兵庫県芦屋市 \| 日本 \| \| \| 1984年 \| 心斎橋TO \| 大阪市中央区 \| 日本 \| \| \| 1985年 \| ジュン・ポートアイランドビル \| 兵庫県神戸市中央区 \| 日本 \| \| \| 1985年 \| アトリエ・ヨシエ・イナバ \| 東京都渋谷区 \| 日本 \| 現存せず \| \| 1985年 \| 中山邸 \| 奈良県奈良市 \| 日本 \| \| \| 1985年 \| モン・プティ・シュ \| 京都市左京区 \| 日本 \| 現存せず \| \| 1985年 \| 青葉台のアトリエ \| 東京都目黒区 \| 日本 \| 現存せず \| \| 1985年 \| 吉本邸 \| 大阪市西区 \| 日本 \| \| \| 1985年 \| 服部邸ゲストルーム \| 大阪市阿倍野区 \| 日本 \| \| \| 1985年 \| 大淀の茶室（ベニヤの茶室） \| 大阪市北区 \| 日本 \| 現存せず \| \| 1985年 \| 青山TO \| 東京都渋谷区 \| 日本 \| \| \| 1986年 \| 福原病院 \| 東京都世田谷区 \| 日本 \| \| \| 1986年 \| 城戸崎邸 \| 東京都世田谷区 \| 日本 \| \| \| 1986年 \| リランズゲート \| 兵庫県神戸市中央区 \| 日本 \| \| \| 1986年 \| 沖辺邸 \| 大阪市 \| 日本 \| \| \| 1986年 \| 孫邸 \| 大阪市天王寺区 \| 日本 \| \| \| 1986年 \| 佐々木邸 \| 東京都港区 \| 日本 \| 現存せず \| \| 1986年 \| 太陽セメント本社ビル \| 大阪市福島区 \| 日本 \| \| \| 1986年 \| TSビル \| 大阪市北区 \| 日本 \| \| \| 1986年 \| 風の教会（六甲の教会） \| 兵庫県神戸市灘区 \| 日本 \| \| \| 1986年 \| ゲストハウスOLD/NEW六甲 \| 兵庫県神戸市灘区 \| 日本 \| 現 ヒルサイド神戸 \| \| 1986年 \| 細工谷の家 \| 大阪市天王寺区 \| 日本 \| \| \| 1986年 \| BIGI 3rd \| 大阪市中央区 \| 日本 \| \| \| 1986年 \| 大淀の茶室（ブロックの茶室） \| 大阪市北区 \| 日本 \| 現存せず \| \| 1986年 \| 北野TO \| 兵庫県神戸市中央区 \| 日本 \| \| \| 1986年 \| OXY北野 \| 兵庫県神戸市中央区 \| 日本 \| \| \| 1986年 \| 大淀のアトリエ（3期） \| 大阪市北区 \| 日本 \| \| \| 1986年 \| TKビル \| 東京都港区 \| 日本 \| \| \| 1987年 \| 田中山荘（山中湖のアトリエ） \| 山梨県南都留郡 \| 日本 \| \| \| 1987年 \| 唐座 \| 東京都台東区 \| 日本 \| 現存せず \| \| 1987年 \| 天王寺博覧会テーマ館 \| 大阪市天王寺区 \| 日本 \| 現存せず \| \| 1987年 \| OXY鰻谷 \| 大阪市中央区 \| 日本 \| 現存せず \| \| 1987年 \| 上田邸増築 \| 岡山県総社市 \| 日本 \| \| \| 1987年 \| 神宮前のアトリエ \| 東京都渋谷区 \| 日本 \| \| \| 1987年 \| J ROOM \| 愛知県名古屋市中区 \| 日本 \| 現存せず \| \| 1988年 \| Iハウス \| 兵庫県芦屋市 \| 日本 \| \| \| 1988年 \| 水の教会 \| 北海道占冠村 \| 日本 \| \| \| 1988年 \| ガレリア・アッカ \| 大阪市中央区 \| 日本 \| \| \| 1988年 \| 小倉邸 \| 愛知県名古屋市 \| 日本 \| \| \| 1988年 \| B-Lock 神楽岡 \| 京都市左京区 \| 日本 \| \| \| 1988年 \| 吉田邸 \| 大阪府富田林市 \| 日本 \| \| \| 1988年 \| 大淀の茶室（テントの茶室） \| 大阪市北区 \| 日本 \| 現存せず \| \| 1989年 \| コレッツィオーネ \| 東京都港区 \| 日本 \| \| \| 1989年 \| モロゾフ P&P スタジオ \| 兵庫県神戸市中央区 \| 日本 \| \| \| 1989年 \| ライカ本社ビル \| 大阪市住之江区 \| 日本 \| 現存せず \| \| 1989年 \| 光の教会 \| 大阪府茨木市 \| 日本 \| 日本キリスト教団茨木春日丘教会 \| \| 1989年 \| 兵庫県立こどもの館 \| 兵庫県姫路市 \| 日本 \| \| \| 1989年 \| 近江高等学校夏川記念会館 \| 滋賀県彦根市 \| 日本 \| \| \| 1989年 \| 城尾邸 \| 東京都渋谷区 \| 日本 \| \| \| 1989年 \| 矢尾クリニック \| 大阪府寝屋川市 \| 日本 \| 現・ムーミン歯科 \| \| 1990年 \| B-Lock北山 \| 京都市北区 \| 日本 \| \| \| 1990年 \| 伊東邸 \| 東京都世田谷区 \| 日本 \| \| \| 1990年 \| 国際花と緑の博覧会「名画の庭」 \| 大阪市 \| 日本 \| 現存せず \| \| 1990年 \| シーズビル \| 大阪市北区 \| 日本 \| \| \| 1990年 \| 十文字美信仮設劇場 \| 東京都新宿区 \| 日本 \| \| \| 1990年 \| 松谷邸増築 \| 京都市伏見区 \| 日本 \| \| \| 1990年 \| 岩佐邸増築 \| 兵庫県芦屋市 \| 日本 \| \| \| 1991年 \| 姫路文学館 \| 兵庫県姫路市 \| 日本 \| \| \| 1991年 \| 石河邸 \| 大阪府高槻市 \| 日本 \| \| \| 1991年 \| 佐用ハウジング \| 兵庫県佐用町 \| 日本 \| \| \| 1991年 \| ロック・フィールド静岡ファクトリー \| 静岡県磐田市 \| 日本 \| \| \| 1991年 \| 播磨ヘリポート \| 兵庫県上郡町 \| 日本 \| \| \| 1991年 \| ミノルタセミナーハウス \| 兵庫県神戸市西区 \| 日本 \| \| \| 1991年 \| 大淀のアトリエII \| 大阪市北区 \| 日本 \| \| \| 1991年 \| 本福寺水御堂 \| 兵庫県淡路市 \| 日本 \| \| \| 1991年 \| TIME'S II \| 京都市中京区 \| 日本 \| \| \| 1992年 \| ベネッセハウス ミュージアム \| 香川県直島町 \| 日本 \| \| \| 1992年 \| シカゴ美術館 屏風ギャラリー \| シカゴ \| アメリカ合衆国 \| \| \| 1992年 \| 大手前女子大学アートセンター \| 兵庫県西宮市 \| 日本 \| \| \| 1992年 \| セビリア万国博覧会 日本政府館 \| セビリア \| スペイン \| 現存せず \| \| 1992年 \| 熊本県立装飾古墳館 \| 熊本県山鹿市 \| 日本 \| \| \| 1992年 \| 宮下邸 \| 兵庫県神戸市 \| 日本 \| \| \| 1992年 \| 姫路市立星の子館 \| 兵庫県姫路市 \| 日本 \| \| \| 1993年 \| 六甲の集合住宅II \| 兵庫県神戸市灘区 \| 日本 \| \| \| 1993年 \| ヴィトラセミナーハウス \| ヴァイル・アム・ライン \| ドイツ \| \| \| 1993年 \| 兵庫県立大学看護学部・看護研究科 \| 兵庫県明石市 \| 日本 \| \| \| 1993年 \| YKKセミナーハウス \| 千葉県習志野市 \| 日本 \| \| \| 1993年 \| 垂水の教会 西須磨福音ルーテル教会 \| 兵庫県神戸市垂水区 \| 日本 \| \| \| 1993年 \| 李邸 \| 千葉県船橋市 \| 日本 \| \| \| 1993年 \| ギャラリー野田 \| 兵庫県神戸市灘区 \| 日本 \| \| \| 1994年 \| サントリーミュージアム 天保山 \| 大阪市港区 \| 日本 \| 現 大阪文化館・天保山 \| \| 1994年 \| 大阪府立近つ飛鳥博物館 \| 大阪府河南町 \| 日本 \| \| \| 1994年 \| 京都府立陶板名画の庭 \| 京都市左京区 \| 日本 \| \| \| 1994年 \| マックスレイ本社ビル \| 大阪市城東区 \| 日本 \| \| \| 1994年 \| 鹿児島大学稲盛会館 \| 鹿児島県鹿児島市 \| 日本 \| \| \| 1994年 \| 兵庫県立木の殿堂 \| 兵庫県香美町 \| 日本 \| \| \| 1994年 \| 紀陽銀行堺支店 \| 大阪府堺市 \| 日本 \| \| \| 1994年 \| 成羽町美術館 \| 岡山県高梁市 \| 日本 \| \| \| 1994年 \| 日本橋の家 - 金森邸 \| 大阪市中央区 \| 日本 \| \| \| 1995年 \| アサヒビール大山崎山荘美術館 \| 京都府大山崎町 \| 日本 \| \| \| 1995年 \| 市立五條文化博物館 \| 奈良県五條市 \| 日本 \| \| \| 1995年 \| 播磨高原東小学校 \| 兵庫県たつの市 \| 日本 \| \| \| 1995年 \| ベネッセハウス オーバル \| 香川県直島町 \| 日本 \| \| \| 1995年 \| 綾部工業団地・交流プラザ \| 京都府綾部市 \| 日本 \| \| \| 1995年 \| かほく市立金津小学校 \| 石川県かほく市 \| 日本 \| \| \| 1995年 \| 大淀のアトリエ・アネックス \| 大阪市北区 \| 日本 \| \| \| 1995年 \| ユネスコ瞑想空間 \| パリ \| フランス \| \| \| 1995年 \| 長良川国際会議場 \| 岐阜県岐阜市 \| 日本 \| \| \| 1996年 \| 大阪港国際フェリーターミナル \| 大阪市住之江区 \| 日本 \| \| \| 1996年 \| 姫路文学館南館 \| 兵庫県姫路市 \| 日本 \| \| \| 1996年 \| 白井邸 \| 京都府八幡市 \| 日本 \| \| \| 1996年 \| 平野区の町屋 \| 大阪市平野区 \| 日本 \| \| \| 1996年 \| ギャラリー小さい芽（澤田邸） \| 兵庫県西宮市 \| 日本 \| \| \| 1997年 \| シカゴの住宅 \| シカゴ \| アメリカ合衆国 \| \| \| 1997年 \| 越知町立横倉山自然の森博物館 \| 高知県越知町 \| 日本 \| \| \| 1997年 \| TOTOセミナーハウス \| 兵庫県淡路市 \| 日本 \| \| \| 1997年 \| 八木邸 \| 兵庫県西宮市 \| 日本 \| \| \| 1997年 \| 青木の集合住宅 \| 兵庫県神戸市灘区 \| 日本 \| \| \| 1997年 \| 小海町高原美術館 \| 長野県小海町 \| 日本 \| \| \| 1997年 \| 播磨高原東中学校 \| 兵庫県たつの市 \| 日本 \| \| \| 1997年 \| モンテンルパ社会復帰センター \| モンテンルパ \| フィリピン \| \| \| 1998年 \| ダイコク電機本部ビル \| 愛知県春日井市 \| 日本 \| \| \| 1998年 \| 渡辺淳一記念館 \| 北海道札幌市中央区 \| 日本 \| \| \| 1998年 \| 瀬戸内リトリート青凪 \| 愛媛県松山市 \| 日本 \| \| \| 1998年 \| エリエールスクエア松山 エリエール美術館 \| 愛媛県松山市 \| 日本 \| \| \| 1998年 \| ネパール子ども病院 \| ブトワール \| ネパール \| \| \| 1998年 \| 赤い帽子 織田廣喜ミュージアム \| 滋賀県日野町 \| 日本 \| \| \| 1998年 \| 朝日新聞岡山支局 \| 岡山市北区 \| 日本 \| \| \| 1999年 \| 六甲の集合住宅III \| 兵庫県神戸市灘区 \| 日本 \| \| \| 1999年 \| 淡路夢舞台 \| 兵庫県淡路市 \| 日本 \| \| \| 1999年 \| 光の教会日曜学校 \| 大阪府茨木市 \| 日本 \| \| \| 1999年 \| 西宮市貝類館 \| 兵庫県西宮市 \| 日本 \| \| \| 1999年 \| 南寺（直島・家プロジェクト） \| 香川県直島町 \| 日本 \| \| \| 2000年 \| FABRICA（ベネトン・アートスクール） \| トレヴィーゾ \| イタリア \| \| \| 2000年 \| 新潟市立豊栄図書館 \| 新潟市北区 \| 日本 \| \| \| 2000年 \| 南岳山光明寺 \| 愛媛県西条市 \| 日本 \| \| \| 2000年 \| ミュゼふくおかカメラ館 \| 富山県高岡市 \| 日本 \| \| \| 2001年 \| 宝塚温泉 \| 兵庫県宝塚市 \| 日本 \| \| \| 2001年 \| 大阪府立狭山池博物館 \| 大阪府大阪狭山市 \| 日本 \| \| \| 2001年 \| ピューリッツァー美術館 \| セントルイス \| アメリカ合衆国 \| \| \| 2001年 \| 兵庫県立美術館＋神戸市水際広場 \| 兵庫県神戸市中央区 \| 日本 \| \| \| 2001年 \| 四国村ギャラリー \| 香川県高松市 \| 日本 \| \| \| 2001年 \| 司馬遼太郎記念館 \| 大阪府東大阪市 \| 日本 \| \| \| 2001年 \| フォレストプラザ表参道 \| 東京都渋谷区 \| 日本 \| \| \| 2001年 \| 国際芸術センター青森 \| 青森県青森市 \| 日本 \| \| \| 2001年 \| アルマーニ・テアトロ \| ミラノ \| イタリア \| \| \| 2002年 \| 国際子ども図書館 \| 東京都台東区 \| 日本 \| \| \| 2002年 \| 石川県西田幾多郎記念哲学館 \| 石川県かほく市 \| 日本 \| \| \| 2002年 \| フォートワース現代美術館 \| フォートワース \| アメリカ合衆国 \| \| \| 2002年 \| アサヒビール神奈川工場ゲストハウス \| 神奈川県南足柄市 \| 日本 \| \| \| 2002年 \| マンチェスター市ピカデリー公園 \| マンチェスター \| イギリス \| \| \| 2002年 \| アウディ・ジャパン本社ビル \| 東京都世田谷区 \| 日本 \| \| \| 2002年 \| 灘浜ガーデンバーデン \| 兵庫県神戸市灘区 \| 日本 \| \| \| 2002年 \| 加賀市立錦城中学校 \| 石川県加賀市 \| 日本 \| \| \| 2002年 \| コキュ・オフィスビル \| 東京都渋谷区 \| 日本 \| \| \| 2002年 \| 尾道市立美術館 \| 広島県尾道市 \| 日本 \| \| \| 2003年 \| 砂漠の家 乗馬施設 \| ニューメキシコ州 \| アメリカ合衆国 \| \| \| 2003年 \| 野間自由幼稚園 \| 静岡県伊東市 \| 日本 \| \| \| 2003年 \| 4m×4mの家 \| 兵庫県神戸市垂水区 \| 日本 \| \| \| 2003年 \| 一戸町立一戸南小学校 \| 岩手県一戸町 \| 日本 \| \| \| 2003年 \| CUE NISHIAZABU（西麻布の集合住宅） \| 東京都港区 \| 日本 \| \| \| 2003年 \| ロック・フィールド玉川ファクトリー \| 神奈川県川崎市高津区 \| 日本 \| \| \| 2004年 \| ホンブロイッヒ・ランゲン美術館 \| ノイス \| ドイツ \| \| \| 2004年 \| 県立ぐんま昆虫の森 昆虫観察館 \| 群馬県桐生市 \| 日本 \| \| \| 2004年 \| 見えない家 \| トレヴィーゾ \| イタリア \| \| \| 2004年 \| シティハウス仙川 \| 東京都調布市 \| 日本 \| \| \| 2004年 \| 地中美術館 \| 香川県直島町 \| 日本 \| \| \| 2004年 \| 東京アートミュージアム \| 東京都調布市 \| 日本 \| \| \| 2004年 \| 仙川アベニュー アネックスII \| 東京都調布市 \| 日本 \| \| \| 2004年 \| 絵本美術館 まどのそとのそのまたむこう \| 福島県いわき市 \| 日本 \| \| \| 2004年 \| 加子母村ふれあいコミュニティセンター \| 岐阜県中津川市 \| 日本 \| \| \| 2004年 \| ICED TIME TUNNEL The Snow Show 2004 \| ロバニエミ \| フィンランド \| \| \| 2004年 \| サイトウ・キネン・フェスティバル・松本・ オペラ「ヴォツェック」舞台構成 \| 長野県松本市 \| 日本 \| 現存せず \| \| 2005年 \| ロック・フィールド 神戸ヘッドオフィス /神戸ファクトリー \| 兵庫県神戸市 \| 日本 \| \| \| 2005年 \| 高槻の住宅 \| 大阪府高槻市 \| 日本 \| \| \| 2005年 \| hhstyle.com/casa \| 東京都渋谷区 \| 日本 \| \| \| 2005年 \| 4m×4mの家II \| 兵庫県神戸市垂水区 \| 日本 \| 現存せず \| \| 2006年 \| 表参道ヒルズ \| 東京都渋谷区 \| 日本 \| \| \| 2006年 \| 坂の上の雲ミュージアム \| 愛媛県松山市 \| 日本 \| \| \| 2006年 \| 高橋ビル \| 東京都渋谷区 \| 日本 \| \| \| 2006年 \| ベネッセハウス ビーチ/パーク \| 香川県直島町 \| 日本 \| \| \| 2006年 \| 游庵 \| 東京都港区 \| 日本 \| \| \| 2006年 \| 小篠邸ゲストハウス（KHギャラリー） \| 兵庫県芦屋市 \| 日本 \| \| \| 2006年 \| MORIMOTO \| ニューヨーク \| アメリカ合衆国 \| \| \| 2006年 \| さくら広場（幕張） \| 千葉市美浜区 \| 日本 \| \| \| 2006年 \| さくら広場（門真） \| 大阪府門真市 \| 日本 \| \| \| 2006年 \| 米子東病院 \| 鳥取県米子市 \| 日本 \| \| \| 2006年 \| パラッツォ・グラッシ再生計画 \| ヴェネツィア \| イタリア \| \| \| 2006年 \| 新桜宮橋 \| 大阪市 \| 日本 \| \| \| 2007年 \| 曹洞宗太岳院 \| 神奈川県秦野市 \| 日本 \| \| \| 2007年 \| 21 21 DESIGN SIGHT \| 東京都港区 \| 日本 \| \| \| 2007年 \| 堺の住宅 \| 大阪府堺市 \| 日本 \| \| \| 2007年 \| 仙川デルタスタジオ \| 東京都調布市 \| 日本 \| \| \| 2007年 \| 深井邸 \| 大阪市 \| 日本 \| \| \| 2007年 \| 調布市 音楽・芝居小屋 \| 東京都調布市 \| 日本 \| \| \| 2007年 \| 長尾小学校 \| 兵庫県神戸市 \| 日本 \| \| \| 2008年 \| クラーク美術館 ランダー・センター \| マサチューセッツ州 \| アメリカ合衆国 \| \| \| 2008年 \| スリランカの住宅 \| ミリッサ \| スリランカ \| \| \| 2008年 \| 聖心女子学院創立100周年記念ホール \| 東京都渋谷区 \| 日本 \| \| \| 2008年 \| さくら広場（豊中） \| 大阪府豊中市 \| 日本 \| \| \| 2008年 \| 東京地下鉄副都心線・東京急行電鉄東横線渋谷駅 \| 東京都渋谷区 \| 日本 \| \| \| 2008年 \| 東京大学大学院情報学環 福武ホール \| 東京都文京区 \| 日本 \| \| \| 2008年 \| ハンファHRDセンター \| 京畿道加平郡 \| 韓国 \| \| \| 2008年 \| 済州島 石の門 風の門 \| 済州島 \| 韓国 \| \| \| 2008年 \| 京阪電鉄中之島線 なにわ橋駅 \| 大阪市北区 \| 日本 \| \| \| 2009年 \| 六甲の集合住宅Ⅳ \| 兵庫県神戸市灘区 \| 日本 \| \| \| 2009年 \| 横浜地方気象台 \| 神奈川県横浜市中区 \| 日本 \| \| \| 2009年 \| プンタ・デラ・ドガーナ \| ヴェネツィア \| イタリア \| \| \| 2009年 \| 環太平洋大学TOPGUN \| 岡山市東区 \| 日本 \| \| \| 2009年 \| 俄ビル \| 京都市中京区 \| 日本 \| \| \| 2010年 \| ストーン・スカルプチュア・ミュージアム \| バート・クロイツナハ \| ドイツ \| \| \| 2010年 \| ノバルティス研究施設棟 WSJ-352 \| バーゼル \| スイス \| \| \| 2010年 \| 竜王駅＋南北駅前広場 \| 山梨県甲斐市 \| 日本 \| \| \| 2010年 \| チャスカ茶屋町 \| 大阪市北区 \| 日本 \| \| \| 2010年 \| 靱公園の住宅 \| 大阪市西区 \| 日本 \| \| \| 2010年 \| 李禹煥美術館 \| 香川県直島町 \| 日本 \| \| \| 2010年 \| あてま森と水辺の教室 森のホール 水辺のホール \| 新潟県十日町市 \| 日本 \| \| \| 2010年 \| 名古屋の住宅 \| 愛知県名古屋市 \| 日本 \| \| \| 2010年 \| 滋賀の住宅 \| 滋賀県大津市 \| 日本 \| \| \| 2010年 \| 光の美術館 CLAVE GALERIE \| 山梨県北杜市 \| 日本 \| \| \| 2010年 \| 光の教会 牧師館 \| 大阪府茨木市 \| 日本 \| \| \| 2011年 \| シャトー・ラ・コスト（アート・センター、 チャペル、４グラス・キューブス・パヴィリオン） \| エクサンプロヴァンス \| フランス \| \| \| 2011年 \| モンテレイの住宅 \| モンテレイ \| メキシコ \| \| \| 2011年 \| 東急大井町線上野毛駅 \| 東京都世田谷区 \| 日本 \| \| \| 2011年 \| カルロス・プレイス "サイレンス" \| ロンドン \| イギリス \| \| \| 2012年 \| ミュージアムSAN \| 原州市 \| 韓国 \| \| \| 2012年 \| マリブの住宅III \| マリブ \| アメリカ合衆国 \| \| \| 2012年 \| モンテレイ大学RGSセンター \| モンテレイ \| メキシコ \| \| \| 2012年 \| 仙川の集合住宅II \| 東京都調布市 \| 日本 \| \| \| 2012年 \| 秋田県立美術館 \| 秋田県秋田市 \| 日本 \| \| \| 2012年 \| 震旦美術館 \| 上海市 \| 中国 \| \| \| 2012年 \| ボンテ・ミュージアム \| 済州島 \| 韓国 \| \| \| 2012年 \| 老木レディースクリニック \| 大阪府和泉市 \| 日本 \| \| \| 2012年 \| 高松の住宅 \| 香川県高松市 \| 日本 \| \| \| 2012年 \| 上方落語協会会館 \| 大阪市北区 \| 日本 \| \| \| 2013年 \| 環太平洋大学 PHILOSOPHIA \| 岡山市東区 \| 日本 \| \| \| 2013年 \| 亜洲大学 亜洲現代美術館 \| 台中 \| 台湾 \| \| \| 2013年 \| うめきた広場 \| 大阪市北区 \| 日本 \| \| \| 2013年 \| 芦屋の住宅 \| 兵庫県芦屋市 \| 日本 \| \| \| 2013年 \| 佐渡邸 \| 兵庫県芦屋市 \| 日本 \| \| \| 2013年 \| おかやま信用金庫 内山下スクエア \| 岡山市北区 \| 日本 \| \| \| 2013年 \| JCCクリエイティブセンター、JCCアートセンター \| ソウル \| 韓国 \| \| \| 2013年 \| テアトリーノ \| ヴェネツィア \| イタリア \| \| \| 2013年 \| Ando Museum \| 香川県直島町 \| 日本 \| \| \| 2013年 \| 希望の壁 \| 大阪市北区 \| 日本 \| \| \| 2013年 \| 都市の大樹 \| 大阪市北区 \| 日本 \| \| \| 2014年 \| クラーク美術館 クラーク・センター \| マサチューセッツ州 \| アメリカ合衆国 \| \| \| 2014年 \| 上海保利大劇場 \| 上海市 \| 中国 \| \| \| 2014年 \| ボスコ・スタジオ＆ハウス \| プエルト・エスコンディード \| メキシコ \| \| \| 2014年 \| 広尾の教会 \| 東京都渋谷区 \| 日本 \| \| \| 2014年 \| デュベティカ ミラノ \| ミラノ \| イタリア \| \| \| 2015年 \| マリブの住宅I \| マリブ \| アメリカ合衆国 \| \| \| 2015年 \| 良渚村文化芸術センター \| 杭州市 \| 中国 \| \| \| 2015年 \| 森の教会 \| 驪州市 \| 韓国 \| \| \| 2015年 \| 十和田市教育プラザ \| 青森県十和田市 \| 日本 \| \| \| 2015年 \| 三河田原駅 \| 愛知県田原市 \| 日本 \| \| \| 2015年 \| 真駒内滝野霊園 頭大仏 \| 札幌市南区 \| 日本 \| \| \| 2016年 \| みやこ町立伊良原小学校・中学校 \| 福岡県みやこ町 \| 日本 \| \| \| 2016年 \| 国際子ども図書館アーチ棟 \| 東京都台東区 \| 日本 \| \| \| 2016年 \| 北菓楼札幌本館 \| 札幌市中央区 \| 日本 \| \| \| 2016年 \| 元麻布の住宅 \| 東京都港区 \| 日本 \| \| \| 2017年 \| 森の中の家 安野光雅館 \| 京都府京丹後市 \| 日本 \| \| \| 2017年 \| 大阪商工信用金庫新本店ビル \| 大阪市中央区 \| 日本 \| \| \| 2019年 \| JR九州熊本駅新駅舎 \| 熊本市西区 \| 日本 \| \| \| 2020年 \| こども本の森 中之島 \| 大阪市北区 \| 日本 \| \| \| 2021年 \| こども本の森 遠野 \| 遠野市 \| 日本 \| \| \| 2022年 \| こども本の森 神戸 \| 神戸市 \| 日本 \| \| \| 2022年 \| 丸福樓 \| 京都市 \| 日本 \| ホテル \| \| 2024年 \| こども本の森 熊本 \| 熊本市 \| 日本 \| 2024/04/08開館[34] \| \| 2025年 \| 大阪大学感染症総合教育研究拠点棟 \| 大阪府吹田市 \| 日本 \| 2025/02/竣工（予定）[35] \| \| 2025年 \| こどもの国 松山 \| 松山市 \| 日本 \| [36] \| 進行中 - アブダビ海洋博物館（アラブ首長国連邦、アブダビ） | 主な作品画像 住吉の長屋六甲の集合住宅 I・II（1984年・1992年）タイムズ I・II（1984年・1994年）六甲の教会（1987年）兵庫県立こどもの館（1990年）姫路文学館（1992年）本福寺水御堂（1992年）セビリア万博日本館（1992年）ベネッセハウス ミュージアム（1992年）ギャラリー野田（1993年）大阪府立近つ飛鳥博物館（1994年）サントリーミュージアム（1995年）ベネッセハウス オーバル（1995年）淡路夢舞台（2001年）淡路夢舞台 百段苑（2001年） フォートワース現代美術館（2001年）国際子ども図書館増築（2003年）東京アートミュージアム、調布市せんがわ劇場（2005年）hhstyle.com/casa（2005年）表参道ヒルズ（2006年）21_21 DESIGN SIGHT（2007年）竜王駅（2008年）東急東横線渋谷駅（2008年）TOP GUN（2009年）李禹煥美術館（2010年）靱公園の住宅（2010年）秋田県立美術館 平野政吉コレクション（2012年）亜洲大学 亜洲現代美術館（2013年） |                            |                |                                |
| 竣工年 | 名称 | 所在地                     | 国             | 備考                           |
| 1969年 | 旧国鉄大阪駅周辺再開発計画 | 大阪市北区                 | 日本           | 計画案                         |
| 1971年 | スワン商会ビル 小林邸 | 大阪市旭区                 | 日本           | 計画案                         |
| 1972年 | ゲリラ 加藤邸 | 大阪市旭区                 | 日本           | 計画案                         |
| 1973年 | 富島邸 | 大阪市北区                 | 日本           | 現存せず                       |
| 1973年 | 高橋邸 | 兵庫県芦屋市               | 日本           |                                |
| 1974年 | 平岡邸 | 兵庫県宝塚市               | 日本           |                                |
| 1974年 | 立見邸 | 大阪市                     | 日本           | 現存せず                       |
| 1974年 | 芝田邸 | 兵庫県芦屋市               | 日本           |                                |
| 1974年 | 内田邸 | 京都市左京区               | 日本           |                                |
| 1974年 | 宇野邸 | 京都市右京区               | 日本           |                                |
| 1975年 | 双生観 | 兵庫県宝塚市               | 日本           |                                |
| 1975年 | 松村邸 | 兵庫県神戸市東灘区         | 日本           |                                |
| 1975年 | Twin Wall |                            | 日本           | 計画案                         |
| 1975年 | 四軒長屋 | 大阪市                     | 日本           | 計画案                         |
| 1976年 | 住吉の長屋 | 大阪市住吉区               | 日本           |                                |
| 1976年 | 貫入 平林邸 | 大阪府吹田市               | 日本           |                                |
| 1976年 | 番匠邸 | 愛知県みよし市             | 日本           |                                |
| 1976年 | 帝塚山タワープラザ | 大阪市住吉区               | 日本           |                                |
| 1977年 | ローズガーデン | 兵庫県神戸市中央区         | 日本           |                                |
| 1977年 | 帝塚山の家 真鍋邸 | 大阪市阿倍野区             | 日本           |                                |
| 1977年 | 領壁の家 松本邸 | 兵庫県芦屋市               | 日本           | 現存せず                       |
| 1977年 | 北野アレイ | 兵庫県神戸市中央区         | 日本           |                                |
| 1978年 | 甲東アレイ | 兵庫県西宮市               | 日本           |                                |
| 1978年 | ガラスブロックの家 石原邸 | 大阪市生野区               | 日本           |                                |
| 1978年 | 大楠邸 | 東京都世田谷区             | 日本           |                                |
| 1978年 | サニーガーデン | 兵庫県西宮市               | 日本           |                                |
| 1979年 | ガラスブロックウォール 堀内邸 | 大阪市住吉区               | 日本           | 現存せず                       |
| 1979年 | 片山ハウス | 兵庫県西宮市               | 日本           | 現存せず                       |
| 1979年 | 大西邸 | 大阪市住吉区               | 日本           |                                |
| 1979年 | 松谷邸 | 京都市伏見区               | 日本           |                                |
| 1979年 | 上田邸 | 岡山県総社市               | 日本           |                                |
| 1980年 | STEP | 香川県高松市               | 日本           | 現存せず                       |
| 1980年 | 松本邸 | 和歌山県和歌山市           | 日本           |                                |
| 1980年 | 北野アイビーコート | 兵庫県神戸市中央区         | 日本           |                                |
| 1980年 | 福邸 | 和歌山県和歌山市           | 日本           |                                |
| 1981年 | リンズギャラリー | 兵庫県神戸市中央区         | 日本           |                                |
| 1981年 | 小篠邸 | 兵庫県芦屋市               | 日本           |                                |
| 1981年 | 大淀のアトリエI | 大阪市北区                 | 日本           | 富島邸を増改築、現存せず       |
| 1981年 | 児島の共同住宅 | 岡山県倉敷市               | 日本           |                                |
| 1981年 | 番匠邸増築 | 愛知県みよし市             | 日本           |                                |
| 1981年 | ファッションライブシアター | 兵庫県神戸市               | 日本           | 現存せず                       |
| 1982年 | サンプレイス（香川相互銀行南新町支店） | 香川県高松市               | 日本           |                                |
| 1982年 | 大淀のアトリエ（2期） | 大阪市北区                 | 日本           |                                |
| 1982年 | 石井邸 | 静岡県浜松市               | 日本           |                                |
| 1982年 | 双生観の茶室 | 兵庫県宝塚市               | 日本           |                                |
| 1982年 | 赤羽邸 | 東京都世田谷区             | 日本           |                                |
| 1982年 | 九条の町屋 | 大阪市西区                 | 日本           |                                |
| 1983年 | 六甲の集合住宅I | 兵庫県神戸市灘区           | 日本           |                                |
| 1983年 | ビギ・アトリエ | 東京都渋谷区               | 日本           |                                |
| 1983年 | 梅宮邸 | 兵庫県神戸市               | 日本           |                                |
| 1983年 | 茂木邸 | 兵庫県神戸市               | 日本           |                                |
| 1983年 | 金子邸 | 東京都渋谷区               | 日本           |                                |
| 1984年 | フェスティバル | 沖縄県那覇市               | 日本           | 現 ドン・キホーテ国際通り店    |
| 1984年 | 植条邸 | 大阪府吹田市               | 日本           | 現存せず                       |
| 1984年 | 太田邸 | 岡山県高梁市               | 日本           |                                |
| 1984年 | MELROSE | 東京都目黒区               | 日本           |                                |
| 1984年 | 岩佐邸 | 兵庫県芦屋市               | 日本           |                                |
| 1984年 | 南林邸 | 奈良県生駒市               | 日本           |                                |
| 1984年 | TIME'S | 京都市中京区               | 日本           |                                |
| 1984年 | 畑邸 | 兵庫県西宮市               | 日本           |                                |
| 1984年 | 小篠邸増築 | 兵庫県芦屋市               | 日本           |                                |
| 1984年 | 心斎橋TO | 大阪市中央区               | 日本           |                                |
| 1985年 | ジュン・ポートアイランドビル | 兵庫県神戸市中央区         | 日本           |                                |
| 1985年 | アトリエ・ヨシエ・イナバ | 東京都渋谷区               | 日本           | 現存せず                       |
| 1985年 | 中山邸 | 奈良県奈良市               | 日本           |                                |
| 1985年 | モン・プティ・シュ | 京都市左京区               | 日本           | 現存せず                       |
| 1985年 | 青葉台のアトリエ | 東京都目黒区               | 日本           | 現存せず                       |
| 1985年 | 吉本邸 | 大阪市西区                 | 日本           |                                |
| 1985年 | 服部邸ゲストルーム | 大阪市阿倍野区             | 日本           |                                |
| 1985年 | 大淀の茶室（ベニヤの茶室） | 大阪市北区                 | 日本           | 現存せず                       |
| 1985年 | 青山TO | 東京都渋谷区               | 日本           |                                |
| 1986年 | 福原病院 | 東京都世田谷区             | 日本           |                                |
| 1986年 | 城戸崎邸 | 東京都世田谷区             | 日本           |                                |
| 1986年 | リランズゲート | 兵庫県神戸市中央区         | 日本           |                                |
| 1986年 | 沖辺邸 | 大阪市                     | 日本           |                                |
| 1986年 | 孫邸 | 大阪市天王寺区             | 日本           |                                |
| 1986年 | 佐々木邸 | 東京都港区                 | 日本           | 現存せず                       |
| 1986年 | 太陽セメント本社ビル | 大阪市福島区               | 日本           |                                |
| 1986年 | TSビル | 大阪市北区                 | 日本           |                                |
| 1986年 | 風の教会（六甲の教会） | 兵庫県神戸市灘区           | 日本           |                                |
| 1986年 | ゲストハウスOLD/NEW六甲 | 兵庫県神戸市灘区           | 日本           | 現 ヒルサイド神戸              |
| 1986年 | 細工谷の家 | 大阪市天王寺区             | 日本           |                                |
| 1986年 | BIGI 3rd | 大阪市中央区               | 日本           |                                |
| 1986年 | 大淀の茶室（ブロックの茶室） | 大阪市北区                 | 日本           | 現存せず                       |
| 1986年 | 北野TO | 兵庫県神戸市中央区         | 日本           |                                |
| 1986年 | OXY北野 | 兵庫県神戸市中央区         | 日本           |                                |
| 1986年 | 大淀のアトリエ（3期） | 大阪市北区                 | 日本           |                                |
| 1986年 | TKビル | 東京都港区                 | 日本           |                                |
| 1987年 | 田中山荘（山中湖のアトリエ） | 山梨県南都留郡             | 日本           |                                |
| 1987年 | 唐座 | 東京都台東区               | 日本           | 現存せず                       |
| 1987年 | 天王寺博覧会テーマ館 | 大阪市天王寺区             | 日本           | 現存せず                       |
| 1987年 | OXY鰻谷 | 大阪市中央区               | 日本           | 現存せず                       |
| 1987年 | 上田邸増築 | 岡山県総社市               | 日本           |                                |
| 1987年 | 神宮前のアトリエ | 東京都渋谷区               | 日本           |                                |
| 1987年 | J ROOM | 愛知県名古屋市中区         | 日本           | 現存せず                       |
| 1988年 | Iハウス | 兵庫県芦屋市               | 日本           |                                |
| 1988年 | 水の教会 | 北海道占冠村               | 日本           |                                |
| 1988年 | ガレリア・アッカ | 大阪市中央区               | 日本           |                                |
| 1988年 | 小倉邸 | 愛知県名古屋市             | 日本           |                                |
| 1988年 | B-Lock 神楽岡 | 京都市左京区               | 日本           |                                |
| 1988年 | 吉田邸 | 大阪府富田林市             | 日本           |                                |
| 1988年 | 大淀の茶室（テントの茶室） | 大阪市北区                 | 日本           | 現存せず                       |
| 1989年 | コレッツィオーネ | 東京都港区                 | 日本           |                                |
| 1989年 | モロゾフ P&P スタジオ | 兵庫県神戸市中央区         | 日本           |                                |
| 1989年 | ライカ本社ビル | 大阪市住之江区             | 日本           | 現存せず                       |
| 1989年 | 光の教会 | 大阪府茨木市               | 日本           | 日本キリスト教団茨木春日丘教会 |
| 1989年 | 兵庫県立こどもの館 | 兵庫県姫路市               | 日本           |                                |
| 1989年 | 近江高等学校夏川記念会館 | 滋賀県彦根市               | 日本           |                                |
| 1989年 | 城尾邸 | 東京都渋谷区               | 日本           |                                |
| 1989年 | 矢尾クリニック | 大阪府寝屋川市             | 日本           | 現・ムーミン歯科               |
| 1990年 | B-Lock北山 | 京都市北区                 | 日本           |                                |
| 1990年 | 伊東邸 | 東京都世田谷区             | 日本           |                                |
| 1990年 | 国際花と緑の博覧会「名画の庭」 | 大阪市                     | 日本           | 現存せず                       |
| 1990年 | シーズビル | 大阪市北区                 | 日本           |                                |
| 1990年 | 十文字美信仮設劇場 | 東京都新宿区               | 日本           |                                |
| 1990年 | 松谷邸増築 | 京都市伏見区               | 日本           |                                |
| 1990年 | 岩佐邸増築 | 兵庫県芦屋市               | 日本           |                                |
| 1991年 | 姫路文学館 | 兵庫県姫路市               | 日本           |                                |
| 1991年 | 石河邸 | 大阪府高槻市               | 日本           |                                |
| 1991年 | 佐用ハウジング | 兵庫県佐用町               | 日本           |                                |
| 1991年 | ロック・フィールド静岡ファクトリー | 静岡県磐田市               | 日本           |                                |
| 1991年 | 播磨ヘリポート | 兵庫県上郡町               | 日本           |                                |
| 1991年 | ミノルタセミナーハウス | 兵庫県神戸市西区           | 日本           |                                |
| 1991年 | 大淀のアトリエII | 大阪市北区                 | 日本           |                                |
| 1991年 | 本福寺水御堂 | 兵庫県淡路市               | 日本           |                                |
| 1991年 | TIME'S II | 京都市中京区               | 日本           |                                |
| 1992年 | ベネッセハウス ミュージアム | 香川県直島町               | 日本           |                                |
| 1992年 | シカゴ美術館 屏風ギャラリー | シカゴ                     | アメリカ合衆国 |                                |
| 1992年 | 大手前女子大学アートセンター | 兵庫県西宮市               | 日本           |                                |
| 1992年 | セビリア万国博覧会 日本政府館 | セビリア                   | スペイン       | 現存せず                       |
| 1992年 | 熊本県立装飾古墳館 | 熊本県山鹿市               | 日本           |                                |
| 1992年 | 宮下邸 | 兵庫県神戸市               | 日本           |                                |
| 1992年 | 姫路市立星の子館 | 兵庫県姫路市               | 日本           |                                |
| 1993年 | 六甲の集合住宅II | 兵庫県神戸市灘区           | 日本           |                                |
| 1993年 | ヴィトラセミナーハウス | ヴァイル・アム・ライン     | ドイツ         |                                |
| 1993年 | 兵庫県立大学看護学部・看護研究科 | 兵庫県明石市               | 日本           |                                |
| 1993年 | YKKセミナーハウス | 千葉県習志野市             | 日本           |                                |
| 1993年 | 垂水の教会 西須磨福音ルーテル教会 | 兵庫県神戸市垂水区         | 日本           |                                |
| 1993年 | 李邸 | 千葉県船橋市               | 日本           |                                |
| 1993年 | ギャラリー野田 | 兵庫県神戸市灘区           | 日本           |                                |
| 1994年 | サントリーミュージアム 天保山 | 大阪市港区                 | 日本           | 現 大阪文化館・天保山          |
| 1994年 | 大阪府立近つ飛鳥博物館 | 大阪府河南町               | 日本           |                                |
| 1994年 | 京都府立陶板名画の庭 | 京都市左京区               | 日本           |                                |
| 1994年 | マックスレイ本社ビル | 大阪市城東区               | 日本           |                                |
| 1994年 | 鹿児島大学稲盛会館 | 鹿児島県鹿児島市           | 日本           |                                |
| 1994年 | 兵庫県立木の殿堂 | 兵庫県香美町               | 日本           |                                |
| 1994年 | 紀陽銀行堺支店 | 大阪府堺市                 | 日本           |                                |
| 1994年 | 成羽町美術館 | 岡山県高梁市               | 日本           |                                |
| 1994年 | 日本橋の家 - 金森邸 | 大阪市中央区               | 日本           |                                |
| 1995年 | アサヒビール大山崎山荘美術館 | 京都府大山崎町             | 日本           |                                |
| 1995年 | 市立五條文化博物館 | 奈良県五條市               | 日本           |                                |
| 1995年 | 播磨高原東小学校 | 兵庫県たつの市             | 日本           |                                |
| 1995年 | ベネッセハウス オーバル | 香川県直島町               | 日本           |                                |
| 1995年 | 綾部工業団地・交流プラザ | 京都府綾部市               | 日本           |                                |
| 1995年 | かほく市立金津小学校 | 石川県かほく市             | 日本           |                                |
| 1995年 | 大淀のアトリエ・アネックス | 大阪市北区                 | 日本           |                                |
| 1995年 | ユネスコ瞑想空間 | パリ                       | フランス       |                                |
| 1995年 | 長良川国際会議場 | 岐阜県岐阜市               | 日本           |                                |
| 1996年 | 大阪港国際フェリーターミナル | 大阪市住之江区             | 日本           |                                |
| 1996年 | 姫路文学館南館 | 兵庫県姫路市               | 日本           |                                |
| 1996年 | 白井邸 | 京都府八幡市               | 日本           |                                |
| 1996年 | 平野区の町屋 | 大阪市平野区               | 日本           |                                |
| 1996年 | ギャラリー小さい芽（澤田邸） | 兵庫県西宮市               | 日本           |                                |
| 1997年 | シカゴの住宅 | シカゴ                     | アメリカ合衆国 |                                |
| 1997年 | 越知町立横倉山自然の森博物館 | 高知県越知町               | 日本           |                                |
| 1997年 | TOTOセミナーハウス | 兵庫県淡路市               | 日本           |                                |
| 1997年 | 八木邸 | 兵庫県西宮市               | 日本           |                                |
| 1997年 | 青木の集合住宅 | 兵庫県神戸市灘区           | 日本           |                                |
| 1997年 | 小海町高原美術館 | 長野県小海町               | 日本           |                                |
| 1997年 | 播磨高原東中学校 | 兵庫県たつの市             | 日本           |                                |
| 1997年 | モンテンルパ社会復帰センター | モンテンルパ               | フィリピン     |                                |
| 1998年 | ダイコク電機本部ビル | 愛知県春日井市             | 日本           |                                |
| 1998年 | 渡辺淳一記念館 | 北海道札幌市中央区         | 日本           |                                |
| 1998年 | 瀬戸内リトリート青凪 | 愛媛県松山市               | 日本           |                                |
| 1998年 | エリエールスクエア松山 エリエール美術館 | 愛媛県松山市               | 日本           |                                |
| 1998年 | ネパール子ども病院 | ブトワール                 | ネパール       |                                |
| 1998年 | 赤い帽子 織田廣喜ミュージアム | 滋賀県日野町               | 日本           |                                |
| 1998年 | 朝日新聞岡山支局 | 岡山市北区                 | 日本           |                                |
| 1999年 | 六甲の集合住宅III | 兵庫県神戸市灘区           | 日本           |                                |
| 1999年 | 淡路夢舞台 | 兵庫県淡路市               | 日本           |                                |
| 1999年 | 光の教会日曜学校 | 大阪府茨木市               | 日本           |                                |
| 1999年 | 西宮市貝類館 | 兵庫県西宮市               | 日本           |                                |
| 1999年 | 南寺（直島・家プロジェクト） | 香川県直島町               | 日本           |                                |
| 2000年 | FABRICA（ベネトン・アートスクール） | トレヴィーゾ               | イタリア       |                                |
| 2000年 | 新潟市立豊栄図書館 | 新潟市北区                 | 日本           |                                |
| 2000年 | 南岳山光明寺 | 愛媛県西条市               | 日本           |                                |
| 2000年 | ミュゼふくおかカメラ館 | 富山県高岡市               | 日本           |                                |
| 2001年 | 宝塚温泉 | 兵庫県宝塚市               | 日本           |                                |
| 2001年 | 大阪府立狭山池博物館 | 大阪府大阪狭山市           | 日本           |                                |
| 2001年 | ピューリッツァー美術館 | セントルイス               | アメリカ合衆国 |                                |
| 2001年 | 兵庫県立美術館＋神戸市水際広場 | 兵庫県神戸市中央区         | 日本           |                                |
| 2001年 | 四国村ギャラリー | 香川県高松市               | 日本           |                                |
| 2001年 | 司馬遼太郎記念館 | 大阪府東大阪市             | 日本           |                                |
| 2001年 | フォレストプラザ表参道 | 東京都渋谷区               | 日本           |                                |
| 2001年 | 国際芸術センター青森 | 青森県青森市               | 日本           |                                |
| 2001年 | アルマーニ・テアトロ | ミラノ                     | イタリア       |                                |
| 2002年 | 国際子ども図書館 | 東京都台東区               | 日本           |                                |
| 2002年 | 石川県西田幾多郎記念哲学館 | 石川県かほく市             | 日本           |                                |
| 2002年 | フォートワース現代美術館 | フォートワース             | アメリカ合衆国 |                                |
| 2002年 | アサヒビール神奈川工場ゲストハウス | 神奈川県南足柄市           | 日本           |                                |
| 2002年 | マンチェスター市ピカデリー公園 | マンチェスター             | イギリス       |                                |
| 2002年 | アウディ・ジャパン本社ビル | 東京都世田谷区             | 日本           |                                |
| 2002年 | 灘浜ガーデンバーデン | 兵庫県神戸市灘区           | 日本           |                                |
| 2002年 | 加賀市立錦城中学校 | 石川県加賀市               | 日本           |                                |
| 2002年 | コキュ・オフィスビル | 東京都渋谷区               | 日本           |                                |
| 2002年 | 尾道市立美術館 | 広島県尾道市               | 日本           |                                |
| 2003年 | 砂漠の家 乗馬施設 | ニューメキシコ州           | アメリカ合衆国 |                                |
| 2003年 | 野間自由幼稚園 | 静岡県伊東市               | 日本           |                                |
| 2003年 | 4m×4mの家 | 兵庫県神戸市垂水区         | 日本           |                                |
| 2003年 | 一戸町立一戸南小学校 | 岩手県一戸町               | 日本           |                                |
| 2003年 | CUE NISHIAZABU（西麻布の集合住宅） | 東京都港区                 | 日本           |                                |
| 2003年 | ロック・フィールド玉川ファクトリー | 神奈川県川崎市高津区       | 日本           |                                |
| 2004年 | ホンブロイッヒ・ランゲン美術館 | ノイス                     | ドイツ         |                                |
| 2004年 | 県立ぐんま昆虫の森 昆虫観察館 | 群馬県桐生市               | 日本           |                                |
| 2004年 | 見えない家 | トレヴィーゾ               | イタリア       |                                |
| 2004年 | シティハウス仙川 | 東京都調布市               | 日本           |                                |
| 2004年 | 地中美術館 | 香川県直島町               | 日本           |                                |
| 2004年 | 東京アートミュージアム | 東京都調布市               | 日本           |                                |
| 2004年 | 仙川アベニュー アネックスII | 東京都調布市               | 日本           |                                |
| 2004年 | 絵本美術館 まどのそとのそのまたむこう | 福島県いわき市             | 日本           |                                |
| 2004年 | 加子母村ふれあいコミュニティセンター | 岐阜県中津川市             | 日本           |                                |
| 2004年 | ICED TIME TUNNEL The Snow Show 2004 | ロバニエミ                 | フィンランド   |                                |
| 2004年 | サイトウ・キネン・フェスティバル・松本・ オペラ「ヴォツェック」舞台構成 | 長野県松本市               | 日本           | 現存せず                       |
| 2005年 | ロック・フィールド 神戸ヘッドオフィス /神戸ファクトリー | 兵庫県神戸市               | 日本           |                                |
| 2005年 | 高槻の住宅 | 大阪府高槻市               | 日本           |                                |
| 2005年 | hhstyle.com/casa | 東京都渋谷区               | 日本           |                                |
| 2005年 | 4m×4mの家II | 兵庫県神戸市垂水区         | 日本           | 現存せず                       |
| 2006年 | 表参道ヒルズ | 東京都渋谷区               | 日本           |                                |
| 2006年 | 坂の上の雲ミュージアム | 愛媛県松山市               | 日本           |                                |
| 2006年 | 高橋ビル | 東京都渋谷区               | 日本           |                                |
| 2006年 | ベネッセハウス ビーチ/パーク | 香川県直島町               | 日本           |                                |
| 2006年 | 游庵 | 東京都港区                 | 日本           |                                |
| 2006年 | 小篠邸ゲストハウス（KHギャラリー） | 兵庫県芦屋市               | 日本           |                                |
| 2006年 | MORIMOTO | ニューヨーク               | アメリカ合衆国 |                                |
| 2006年 | さくら広場（幕張） | 千葉市美浜区               | 日本           |                                |
| 2006年 | さくら広場（門真） | 大阪府門真市               | 日本           |                                |
| 2006年 | 米子東病院 | 鳥取県米子市               | 日本           |                                |
| 2006年 | パラッツォ・グラッシ再生計画 | ヴェネツィア               | イタリア       |                                |
| 2006年 | 新桜宮橋 | 大阪市                     | 日本           |                                |
| 2007年 | 曹洞宗太岳院 | 神奈川県秦野市             | 日本           |                                |
| 2007年 | 21 21 DESIGN SIGHT | 東京都港区                 | 日本           |                                |
| 2007年 | 堺の住宅 | 大阪府堺市                 | 日本           |                                |
| 2007年 | 仙川デルタスタジオ | 東京都調布市               | 日本           |                                |
| 2007年 | 深井邸 | 大阪市                     | 日本           |                                |
| 2007年 | 調布市 音楽・芝居小屋 | 東京都調布市               | 日本           |                                |
| 2007年 | 長尾小学校 | 兵庫県神戸市               | 日本           |                                |
| 2008年 | クラーク美術館 ランダー・センター | マサチューセッツ州         | アメリカ合衆国 |                                |
| 2008年 | スリランカの住宅 | ミリッサ                   | スリランカ     |                                |
| 2008年 | 聖心女子学院創立100周年記念ホール | 東京都渋谷区               | 日本           |                                |
| 2008年 | さくら広場（豊中） | 大阪府豊中市               | 日本           |                                |
| 2008年 | 東京地下鉄副都心線・東京急行電鉄東横線渋谷駅 | 東京都渋谷区               | 日本           |                                |
| 2008年 | 東京大学大学院情報学環 福武ホール | 東京都文京区               | 日本           |                                |
| 2008年 | ハンファHRDセンター | 京畿道加平郡               | 韓国           |                                |
| 2008年 | 済州島 石の門 風の門 | 済州島                     | 韓国           |                                |
| 2008年 | 京阪電鉄中之島線 なにわ橋駅 | 大阪市北区                 | 日本           |                                |
| 2009年 | 六甲の集合住宅Ⅳ | 兵庫県神戸市灘区           | 日本           |                                |
| 2009年 | 横浜地方気象台 | 神奈川県横浜市中区         | 日本           |                                |
| 2009年 | プンタ・デラ・ドガーナ | ヴェネツィア               | イタリア       |                                |
| 2009年 | 環太平洋大学TOPGUN | 岡山市東区                 | 日本           |                                |
| 2009年 | 俄ビル | 京都市中京区               | 日本           |                                |
| 2010年 | ストーン・スカルプチュア・ミュージアム | バート・クロイツナハ       | ドイツ         |                                |
| 2010年 | ノバルティス研究施設棟 WSJ-352 | バーゼル                   | スイス         |                                |
| 2010年 | 竜王駅＋南北駅前広場 | 山梨県甲斐市               | 日本           |                                |
| 2010年 | チャスカ茶屋町 | 大阪市北区                 | 日本           |                                |
| 2010年 | 靱公園の住宅 | 大阪市西区                 | 日本           |                                |
| 2010年 | 李禹煥美術館 | 香川県直島町               | 日本           |                                |
| 2010年 | あてま森と水辺の教室 森のホール 水辺のホール | 新潟県十日町市             | 日本           |                                |
| 2010年 | 名古屋の住宅 | 愛知県名古屋市             | 日本           |                                |
| 2010年 | 滋賀の住宅 | 滋賀県大津市               | 日本           |                                |
| 2010年 | 光の美術館 CLAVE GALERIE | 山梨県北杜市               | 日本           |                                |
| 2010年 | 光の教会 牧師館 | 大阪府茨木市               | 日本           |                                |
| 2011年 | シャトー・ラ・コスト（アート・センター、 チャペル、４グラス・キューブス・パヴィリオン） | エクサンプロヴァンス       | フランス       |                                |
| 2011年 | モンテレイの住宅 | モンテレイ                 | メキシコ       |                                |
| 2011年 | 東急大井町線上野毛駅 | 東京都世田谷区             | 日本           |                                |
| 2011年 | カルロス・プレイス "サイレンス" | ロンドン                   | イギリス       |                                |
| 2012年 | ミュージアムSAN | 原州市                     | 韓国           |                                |
| 2012年 | マリブの住宅III | マリブ                     | アメリカ合衆国 |                                |
| 2012年 | モンテレイ大学RGSセンター | モンテレイ                 | メキシコ       |                                |
| 2012年 | 仙川の集合住宅II | 東京都調布市               | 日本           |                                |
| 2012年 | 秋田県立美術館 | 秋田県秋田市               | 日本           |                                |
| 2012年 | 震旦美術館 | 上海市                     | 中国           |                                |
| 2012年 | ボンテ・ミュージアム | 済州島                     | 韓国           |                                |
| 2012年 | 老木レディースクリニック | 大阪府和泉市               | 日本           |                                |
| 2012年 | 高松の住宅 | 香川県高松市               | 日本           |                                |
| 2012年 | 上方落語協会会館 | 大阪市北区                 | 日本           |                                |
| 2013年 | 環太平洋大学 PHILOSOPHIA | 岡山市東区                 | 日本           |                                |
| 2013年 | 亜洲大学 亜洲現代美術館 | 台中                       | 台湾           |                                |
| 2013年 | うめきた広場 | 大阪市北区                 | 日本           |                                |
| 2013年 | 芦屋の住宅 | 兵庫県芦屋市               | 日本           |                                |
| 2013年 | 佐渡邸 | 兵庫県芦屋市               | 日本           |                                |
| 2013年 | おかやま信用金庫 内山下スクエア | 岡山市北区                 | 日本           |                                |
| 2013年 | JCCクリエイティブセンター、JCCアートセンター | ソウル                     | 韓国           |                                |
| 2013年 | テアトリーノ | ヴェネツィア               | イタリア       |                                |
| 2013年 | Ando Museum | 香川県直島町               | 日本           |                                |
| 2013年 | 希望の壁 | 大阪市北区                 | 日本           |                                |
| 2013年 | 都市の大樹 | 大阪市北区                 | 日本           |                                |
| 2014年 | クラーク美術館 クラーク・センター | マサチューセッツ州         | アメリカ合衆国 |                                |
| 2014年 | 上海保利大劇場 | 上海市                     | 中国           |                                |
| 2014年 | ボスコ・スタジオ＆ハウス | プエルト・エスコンディード | メキシコ       |                                |
| 2014年 | 広尾の教会 | 東京都渋谷区               | 日本           |                                |
| 2014年 | デュベティカ ミラノ | ミラノ                     | イタリア       |                                |
| 2015年 | マリブの住宅I | マリブ                     | アメリカ合衆国 |                                |
| 2015年 | 良渚村文化芸術センター | 杭州市                     | 中国           |                                |
| 2015年 | 森の教会 | 驪州市                     | 韓国           |                                |
| 2015年 | 十和田市教育プラザ | 青森県十和田市             | 日本           |                                |
| 2015年 | 三河田原駅 | 愛知県田原市               | 日本           |                                |
| 2015年 | 真駒内滝野霊園 頭大仏 | 札幌市南区                 | 日本           |                                |
| 2016年 | みやこ町立伊良原小学校・中学校 | 福岡県みやこ町             | 日本           |                                |
| 2016年 | 国際子ども図書館アーチ棟 | 東京都台東区               | 日本           |                                |
| 2016年 | 北菓楼札幌本館 | 札幌市中央区               | 日本           |                                |
| 2016年 | 元麻布の住宅 | 東京都港区                 | 日本           |                                |
| 2017年 | 森の中の家 安野光雅館 | 京都府京丹後市             | 日本           |                                |
| 2017年 | 大阪商工信用金庫新本店ビル | 大阪市中央区               | 日本           |                                |
| 2019年 | JR九州熊本駅新駅舎 | 熊本市西区                 | 日本           |                                |
| 2020年 | こども本の森 中之島 | 大阪市北区                 | 日本           |                                |
| 2021年 | こども本の森 遠野 | 遠野市                     | 日本           |                                |
| 2022年 | こども本の森 神戸 | 神戸市                     | 日本           |                                |
| 2022年 | 丸福樓 | 京都市                     | 日本           | ホテル                         |
| 2024年 | こども本の森 熊本 | 熊本市                     | 日本           | 2024/04/08開館                 |
| 2025年 | 大阪大学感染症総合教育研究拠点棟 | 大阪府吹田市               | 日本           | 2025/02/竣工（予定）           |
| 2025年 | こどもの国 松山 | 松山市                     | 日本           | [ 36 ]                         |

## 新国立競技場関連

### 前段階・2016年五輪
2009年10月の第121次IOC総会でブラジル・リオに敗れ、幻に終わった2016年オリンピック構想の「東京オリンピックスタジアム」（想定は都立・国の施設 それぞれの説がある）。当時の都知事・石原慎太郎は、招致委員会の理事でもあった 安藤にメインスタジアムを含めた建設計画を依頼した。
そして安藤（ゼネラルマネジャーとなった）がスタジアム建設地に晴海を選び、日建設計・日本設計・山下設計の協力の下、その全体計画をまとめた。2007年11月時点で安藤は、メインスタジアムの（実際の）設計はコンクール（国際コンペ）を開くべきだと思うとも提案していた。2009年には、「オリンピックは、心のレガシー（遺産）だ」ということも訴えた。

### 2020年五輪（コンペ審査）
変わって2012年。ラグビーワールドカップ2019の日本開催が2009年7月に決定していたことや、翌2013年に決まる2020年夏季五輪の東京の再立候補を見据え、日本スポーツ振興センター（JSC）らが国立競技場の建て替えを決定。
安藤は前述2016年五輪招致の経験や実績などが考慮されて2020招致委員会の評議会委員でもあり、「国立競技場将来構想有識者会議」メンバーに選出されると共に、「新国立競技場国際デザイン競技」の審査委員長も務めることとなった。応募期間（7月20日 - 9月25日）が短かったため海外の著名建築家らに、安藤自身が直接メールを送ってコンクールを知らせるなど尽力した。募集要項を詰めていた時点の2012年4月10日、「有識者会議」傘下「施設建築ワーキンググループ」第1回で出た70m容認案に対し、「相当な大きさです。（略）景観上の課題がある」と、安藤は難色を示していたという情報もある。
同年11月7日の最終審査（安藤を含め8人が参加）では、3つの案が拮抗していた。安藤は当初「34番」と、中心があり選手・観客が集中できると考えた「17番のザハ案」（ただし構造フレームが落とす影には懸念） との2つで悩み、それを打ち明けた。その後の議論で「34番」の屋根の技術的不安を安藤自身が指摘し、コンサートに用いたい委員からは音漏れを心配する意見も出た。
3つを対象に決選投票を実施したが、またも拮抗。休憩後の議論で安藤は理由を示さずに（当初自身が1位としていた34番を除外し）、「17番」と「2番」の2択に持っていった。そして、誰かから「議論で決まらないなら委員長の判断で決定でしょうか」「委員長を2票としていいのでは」など、委ねるような発言があり、安藤は「日本の技術力のチャレンジ」という精神から17番がいいと思いますと表明。他の審査委員から賛成の声が上がったこともあり、河野理事長が締めた。審査委員長メッセージとして、新国立競技場のあり方を「つくるべきは地球人の未来へと向かう灯台、希望の象徴となれる場所」 と表現していた。その後の11月15日の「有識者会議」（第3回）で安藤は、「最優秀案のほうが、それに日本の技術者が立ち向かっていくという意味ではいいのではないか」などと、選定理由を語った（当初は民主党政権下の会議資料は未公開だったが2015年8月に完全版が公開された）。

### 2020年五輪（2015年7月の会見など）
2013年9月の第125次IOC総会にて、2020年五輪の開催地に東京が選ばれた。
巨額な新国立建設費に関する問題が世間を賑わせてからマスコミの取材が押し寄せたが、安藤はそれを拒否し続けた。最終的に2520億円の予算が承認された2015年7月7日開催の「有識者会議」にも欠席した（後述の会見で「大阪で講演会があったので欠席した」ことを明かした）。
知り合い であるキャスターの辛坊治郎には「何でこんなに増えてるのか、分からへんねん！」と語っていたという。また、別の友人によると安藤は、文科省と日本スポーツ振興センター（JSC）に対して何度も責任をもって当初案を進めるように水面下で主張してきたという。
下村博文文科相は2015年7月10日に、新国立のデザイン選定理由など「何らかの形で発言してほしい」と述べた。それとの因果は不明だが、16日に都内で記者会見（安藤本人からJSCへの要望で実施）に出席し、記者からの質問に回答した。会見で安藤は「徹底的なコストの議論にはなっていないと思いますよ」とコンペを振り返ったが、一部の委員はコスト面も踏まえて真摯に審査していた。
安藤は9月4日、大阪出身を理由に自身がバッシングを浴び、（東京の新国立プロジェクトから）引きずり下ろそうとされたとの、意識を語った。
9月24日に公表された第三者検証委員会による本人へのヒアリング資料によると、安藤は「経験豊富な国土交通省に参加してもらい文部科学省との共同で行うべき」だと、初期段階で（関係者に）提言したことがあったという。

## 交友関係者
- 鈴木博之 （安藤を東大に招聘したといわれる）
- 鈴木恵一 （とび職の親方）
- 辛坊治郎
- 南部靖之
- やしきたかじん （お別れの会にも出席）
- 石原慎太郎
- 中坊公平
- 稲盛和夫

- 唐十郎
- 三宅一生
- 岩田弘三
- 佐治敬三
- 樋口廣太郎
- 福武總一郎
- 河合隼雄
- 向井正也
- 瀬戸本淳
- 難波和彦[61]
- 櫻井翔

## 受賞
- 1979年 - 日本建築学会賞（住吉の長屋）
- 1983年 - 日本文化デザイン賞（六甲の集合住宅ほか）
- 1985年 - フィンランドのアルヴァ・アールト賞
- 1986年
  - 芸術選奨文部大臣賞新人賞
  - 毎日デザイン賞
- 1987年 - 毎日芸術賞
- 1988年 - 吉田五十八賞（城戸崎邸）
- 1989年 - フランス建築アカデミー賞
- 1993年 - 日本芸術院賞
- 1994年 - 日本芸術大賞（大阪府立近つ飛鳥博物館）、朝日賞[69]
- 1995年 - プリツカー賞
- 1996年 - 高松宮殿下記念世界文化賞、国際教会建築賞（フラテソーレ）
- 1997年 - 大阪キワニス賞、RIBAゴールドメダル
- 2002年 - 京都賞思想・芸術部門、AIAゴールドメダル
- 2005年 - UIAゴールドメダル
- 2010年 - ジョン・F・ケネディーセンター芸術金賞、後藤新平賞
- 2012年 - リチャード・ノイトラ賞
- 2016年 - 第3回イサム・ノグチ賞[70]

## 栄典
- 1997年 - フランス芸術文化勲章オフィシエ
- 2002年 - ローマ大学名誉博士号、同済大学名誉教授
- 2003年 - 文化功労者選出[71]
- 2005年 - フランスレジオンドヌール勲章シュヴァリエ
- 2010年 - 文化勲章[72]
- 2013年 - フランス芸術文化勲章コマンドゥール[73]
- 2015年 - イタリア共和国功労勲章グランデ・ウッフィチャーレ
- 2021年 - フランスレジオンドヌール勲章コマンドゥール[74]

## 文献

### 著書
- 『建築を語る』東京大学出版会、1999年、ISBN 4130638009
- 『連戦連敗』東京大学出版会、2001年、ISBN 4130638041
- 『建築に夢をみた』日本放送出版協会（NHKライブラリー149）、2002年、ISBN 4140841494
- 『ル・コルビュジエの勇気ある住宅』新潮社、2004年、ISBN 4106021196
- 『安藤忠雄 建築手法』二川幸夫企画・編集・インタヴュー
エーディーエー・エディタ・トーキョー、2005年、ISBN 4871406636
- 『悪戦苦闘 2006年の現場 - 21_21 DESIGN SIGHT』安藤忠雄建築展実行委員会、2007年、ISBN 9784990354503
- 『建築家 安藤忠雄』新潮社、2008年、ISBN 4103090510、自伝
- 『安藤忠雄 住宅』二川幸夫企画・編集・インタヴュー
エーディーエー・エディタ・トーキョー、2011年、ISBN 9784871406727
- 『安藤忠雄 都市と建築』二川幸夫企画・編集・インタヴュー
エーディーエー・エディタ・トーキョー、2011年、ISBN 9784871406758
- 『安藤忠雄 仕事をつくる―私の履歴書』日本経済新聞出版社、2012年、ISBN 4532168163（『日本経済新聞朝刊での2011年3月の連載を単行本化）

### 作品集、その他
- 『現代の建築家 安藤忠雄』SD編集部編、鹿島出版会、1982年、ISBN 4306041344
- 『安藤忠雄のディテール―原図集 六甲の集合住宅・住吉の長屋』彰国社、1983年、ISBN 4395110444
- 『交感スルデザイン』六耀社、1985年、ISBN 4897370418
- 『安藤忠雄―挑発する箱』丸善、1986年、ISBN 4621030442
- 『GA ARCHITECT 8 TADAO ANDO』エーディーエー・エディタ・トーキョー、1987年、ISBN 4871404129
- 『旅―インド・トルコ・沖縄』住まいの図書館出版局（住まい学大系20）、1989年、ISBN 4795208808
- 『Tadao Ando ; The Yale Studio & Current Works』Rizzoli International Publications, Inc.、1989年
- 『安藤忠雄2.1981‐1989』SD編集部編、鹿島出版会、1990年、ISBN 4306042758
- 『ARCHITECTURAL Monographs 14 -TADAO ANDO』ACADEMY EDITIONS, London / ST.MARTIN PRESS、1990年
- 『安藤忠雄 ディテール集 1－4』二川幸夫企画編集 エーディーエー・エディタ・トーキョー
1991年－2007年、ISBN 4871405516、ISBN 4871405559、ISBN 4871405567、ISBN 4871405575
- 『安藤忠雄の都市彷徨』マガジンハウス、1992年、ISBN 4838703597
- 『安藤忠雄3.アンビルト・プロジェクト (1975-1991)』SD編集部編、鹿島出版会、1993年、ISBN 4306043150
- 『GA ARCHITECT 12 TADAO ANDO Vol.2』エーディーエー・エディタ・トーキョー、1993年、ISBN 4871404196
- 『壁の探究―安藤忠雄論』古山正雄著、鹿島出版会、1994年、ISBN 4306043282
- 『Documenti di architettura -Tadao Ando』Electa、1994年、ISBN 8843550241
- 『TADAO ANDO COMPLETE WORKS』PHAIDON PRESS LIMITED、1995年、ISBN 0714837172/0714834718
- 『サントリーミュージアム天保山』三宅理一共著、鹿島出版会、1995年、ISBN 4306043398
- 『安藤忠雄の夢構想―震災復興と大阪湾ベイエリアプロジェクト』朝日新聞社、1995年、ISBN 4022586206
- 『家』住まいの図書館出版局（住まい学大系76）、1996年、ISBN 479520876X
- 『アンドウ―安藤忠雄・建築家の発想と仕事』松葉一清著、講談社、1996年、ISBN 4062075938
- 『直島コンテンポラリーアートミュージアム』三宅理一共著、鹿島出版会、1996年、ISBN 4306043487
- 『Church on the Water, Church of the Light』PHAIDON PRESS LIMITED、1996年、ISBN 0714832685
- 『The Colours of Light』PHAIDON PRESS LIMITED、1996年、ISBN 0714833746
- 『TADAO ANDO』Taschen GmbH、1997年、ISBN 3822878693/3822867314
- 『建築家たちの20代』東京大学工学部建築学科安藤忠雄研究室編 TOTO出版、1999年、ISBN 4887061773
- 『淡路夢舞台―千年庭園の記録』新建築社、2000年、ISBN 4786901547
- 『GA ARCHITECT 16 TADAO ANDO Vol.3』エーディーエー・エディタ・トーキョー、2000年、ISBN 4871404242
- 『光の教会―安藤忠雄の現場』平松剛 著、建築資料研究社、2000年、ISBN 4874606962
- 『EL croquis 44+58 tadao ando 1983-2000』El Croquis Editorial、2000年、ISBN 8488386141
- 『Tadao Ando, Architektur der Stille』Birkhäuser-Publishers for the Architecture、2001年、ISBN 3764364483
- 『安藤忠雄の美術館・博物館』美術出版社、2001年、ISBN 4568600308
- 『a+u / Architecture and Urbanism no.378』A+U Publishing Co., Ltd.、2002年
- 『Tadao Ando : LIGHT AND WATER』Monacelli Press. 2003年、ISBN 1580931138
- 『格闘わが建築 安藤忠雄 ： Tadao Ando(DVD)』NHKソフトウェア・コロムビアミュージックエンタテインメント、2003年、ISBN 493087338X
- 『Archipockets/Tadao Ando』teNeues, Loft Publications、2003年、ISBN 3823845381
- 『TADAO ANDO  LIGHT AND WATER』The Monacelli Press Inc.、2003年、ISBN 1580931138
- 『ANDO  Complete Works』Taschen GmbH、2004年
- 『Tadao Ando at Naoshima』Rizzoli International Publications, Inc.、2006年、ISBN 0847827690
- 『TADAO ANDO The Geometry of Human Space』古山正雄著 Taschen GmbH、2006年、ISBN 9783822848951
- 『TADAO ANDO  The Modern Art Museum of Fort Worth』Rizzoli International Publications, Inc.、2008年、ISBN 9780847830152
- 『安藤忠雄の建築 1/ 2/ 3/ 0』 TOTO出版、2007年/2008年/2008年/2010年、ISBN 9784887062771/ ISBN 9784887062863/ ISBN 9784887062962/ ISBN 9784887063099
- 『歩きながら考えよう 建築も、人生も』PHP研究所 2010年
- 『Tadao Ando Museums [Musei]』Skira editore S.p.A.、2009年、ISBN 9788861306806/9788861307186
- 『Tadao Ando / Venice』Skira Rizzoli International Publications Inc.、2010年、ISBN 9780847834105
- 『Documenti di architettura 183 Francesco Dal Co / Tadao Ando Volume 2  1995-2010』Mondadori Electa S.p.A.、2010年、ISBN 978-8837063849
- 『Tadao Ando 1995-2010』Prestel Verlag、2010年、ISBN 9783791344546

## テレビ出演
- 日経スペシャル カンブリア宮殿 「建築界のカリスマ安藤忠雄のTOKYO改造計画とは？」（2006年7月24日、テレビ東京）[75]。
- 『視点・論点』（2008年9月25日、NHK）
- 『視点・論点』（2009年8月7日、NHK）
- 『視点・論点』（2010年3月31日、NHK）
- 『視点・論点』（2010年6月29日、NHK）
- 『情熱大陸』（2010年6月13日、毎日放送）
- 『仕事学のすすめ』（2012年3月、NHK）
- 『アナザースカイ』安藤忠雄が全米を横断し自身の建築を巡る旅（2012年11月30日、日本テレビ）[76]
- 『未来に生きる建築家 安藤忠雄の挑戦2016』（2016年7月9日、TBS）[77]
- 『安藤忠雄の対論〜この国の行く末〜』（2017年2月26日 - 、BSフジ）
- 『インタビュー　ここから(NHK)』（2020年5月4日 ）
- 『アナザースカイ』イタリア応援スペシャル！（2020年6月5日、日本テレビ）[78]
- 『日曜美術館 安藤忠雄 魂の建築』（2022年11月20日、NHK Eテレ）[79]
- 『安藤忠雄 青春トーク2025』（2025年1月12日- 全11回、MBS）[80]

など多数。

## 安藤忠雄建築研究所出身の建築家
- 相坂研介
- 芦澤竜一
- 貴志雅樹
- 藤本寿徳
- 山口隆